# XXXVIIe congrès du Parti communiste français
Le XXXVIIe congrès du Parti communiste français (PCF) s'est tenu à Aubervilliers du 2 au 5 juin 2016.

## Textes soumis au vote des communistes

### Les textes

#### La base commune
Le Conseil National du PCF réuni le 5 mars 2016 adopte un projet de base commune qui est publié le 7. Le texte s'intitule : « Le temps du commun ». Ce texte est favorable à la participation du PCF à un processus de « primaire à gauche » en vue de l'élection présidentielle de 2017.
4 textes alternatifs sont proposés.
- Le texte alternatif 1, intitulé « L’ambition communiste pour un Front de gauche populaire et citoyen », rejette la participation à la primaire de la gauche et souhaite définir une stratégie dans le cadre du Front de gauche en vue des élections présidentielle et législatives de 2017, ainsi que la rupture des relations avec le Parti socialiste. Il est signé par plusieurs personnalités importantes du PCF comme Brigitte Gonthier-Maurin, sénatrice des Hauts-de-Seine ou Patrice Leclerc, maire de Gennevilliers[2].

- Le texte alternatif 2, « Pour une politique communiste », est porté par le courant « La Riposte », qui avait soutenue le texte alternatif « Combattre l'austérité, en finir avec le capitalisme » lors du précédent congrès.

- Le texte alternatif 3, « Unir les communistes. Le défi renouvelé du Parti communiste ! », émane du groupe orthodoxe Faire vivre le PCF, soutenu par le secrétaire fédéral du Pas-de-Calais, Hervé Poly, la maire de Venissieux, Michèle Picard, et Jean-Jacques Karman. Ces signataires avaient porté le texte alternatif « Unir les communistes pour un PCF de combat, marxiste, populaire et rassembleur » lors du précédent congrès.

- Le texte alternatif 4, « Reconstruisons un parti de classe », est porté par des militants orthodoxes conduits par Emmanuel Dang Tran, qui avait soutenu le texte alternatif « 36e congrès du PCF : Ni abandon, ni effacement, un parti résolument communiste dans l’affrontement de classe ! » lors du précédent congrès.

### Le vote sur la base commune
| Texte                                                                                                | Résultat | Résultat |
| Texte                                                                                                | Voix     | %        |
| --- | -------- | -------- |
| « Le temps du commun » Texte du Conseil national                                                     | 14 942   | 51,20 %  |
| « L’ambition communiste pour un Front de gauche populaire et citoyen » Texte alternatif 1            | 6 910    | 23,68 %  |
| « Unir les communistes Le défi renouvelé du Parti communiste » Texte alternatif 3                    | 3 755    | 12,87 %  |
| « Reconstruisons le parti de classe ! Priorité au rassemblement dans les luttes » Texte alternatif 4 | 2 001    | 6,86 %   |
| « Pour une politique communiste » Texte alternatif 2                                                 | 1 575    | 5,40 %   |
| |          |          |
| Inscrits                                                                                             |          | -        |
| Votants                                                                                              | 30 127   | 56,92 %  |
| Blancs ou nuls                                                                                       | 944      | 3,13 %   |
| Suffrages exprimés                                                                                   | 29 183   |          |

## Déroulement du congrès
Alors que la direction s'attendait au dépôt d'une liste « alternative » à l'élection du Conseil national, un accord a été trouvé durant le congrès avec les signataires des principaux textes alternatifs pour présenter une liste commune.

### Élection du Conseil national
|          | Liste commune présentée par Pierre Laurent | 564 | 81,62  |  |  |  |
|          | Abstentions                                | 69  | 9,99   |  |  |  |
|          | Votes contre                               | 58  | 8,39   |  |  |  |
|          |                                            |     |        |  |  |  |
| Inscrits | Inscrits                                   | 736 | 100,00 |  |  |  |
| Votants  | Votants                                    | 691 | 93,89  |  |  |  |

## Membres de la direction
- Secrétaire national : Pierre Laurent
- Coordinateur de l'exécutif : Denis Rondepierre
- Présidente du Conseil national : Isabelle de Almeida
- Porte-paroles : Olivier Dartigolles et Patrice Bessac
- Membres du Comité : Eliane Assassi, Lydie Benoist, Frédéric Boccara, Céline Brulin, Marc Brynhole, Laurence Cohen, Pierre Dharréville, Cécile Dumas, Jean-Louis Frostin, Frédérick Genevée, Fabien Guillaud-Bataille, Fabienne Haloui, Alain Hayot, Karina Kellner, Patrick Le Hyaric, Yann Le Pollotec, Émilie Lecrocq, Isabelle Laurent, Céline Malaisé, Anne Mesliand, Jean-Charles Nègre, Christian Picquet, Guillaum Roubaud-Quashie, Marine Roussillon, Anne Sabourin, Lydia Samarbakhsh, Nathalie Simonnet, Nathalie Vermorel, Marie-Pierre Vieu et Igor Zamichiei.